# 神馬大兜蟲
神馬大兜蟲（Augosoma centaurus）是非洲最大的兜蟲亞科昆蟲，發現於非洲的熱帶地區（非洲大陸中西部、喀麥隆）。身長介於40~90mm。如同許多的昆蟲，其雄蟲體長大於雌性，雄蟲也會為了交配權而爭鬥。

## 物種描述
有趣的是神馬大兜蟲在成蟲的形態學上與原生於南美洲的 Dynastes 屬昆蟲有著驚人的相似處，這也是為什麼神馬大兜蟲原先被分類到 Dynastes 屬。為了避免與原生於東南亞熱帶地區，有著相似外型的 Xylotrupes 屬兜蟲混淆，後來牠才被獨立分類到目前的屬裡面，也就是 Augosoma 屬。
本種雄性體長與沒有犄角的雌蟲相比有著明顯的差距。

## 幼蟲
神馬大兜蟲的幼蟲在外觀上與其他兜蟲亞科昆蟲幼蟲並無明顯的差異，在身體兩側各長有一列共18個黑點，為其氣門 ，用以呼吸。它們被連接到體內的氣管系網絡，這個構造相當於脊椎動物的肺臟。氣門也存在於成蟲的腹部兩側，雖然並不明顯。

## 命名起源
本種的種小名命名語源可能來自希臘神話中的半人馬獸（Centaur）。

## 影視形象
- 《假面騎士KABUTO God Speed Love》 - 假面騎士Ketaros

## 外部連結
- Family Scarabidae - Augosoma centaurus (Centaurus beetle) specs and pics （页面存档备份，存于）